# Capela do Senhor das Barrocas
A Capela do Senhor das Barrocas localiza-se na atual freguesia da Glória e Vera Cruz, no Município de Aveiro, Distrito de Aveiro, em Portugal.
A Capela do Senhor das Barrocas está classificada como Imóvel de Interesse Público desde 1945.

## História
Trata-se de uma pequena capela cuja primeira pedra foi lançada em 1722.

## Características
Compõe-se de duas partes: a nave, de planta octogonal e a capela-mor, rectangular.
Na parte exterior observam-se três portais de grande aparato ornamental dos quais, o principal, ostenta um sumptuoso remate decorativo nos seus frontões decorados com folhagem e grinaldas de pedra. No interior, cada face da nave forma um arco pleno e são também arcos de pedra que sustentam a abóbada, que fecha com um belo florão de madeira entalhada. Completam a decoração dois bons retábulos de talha, que enquadram pinturas de Pedro Alexandrino e dois belos púlpitos sob dosséis. O projecto deve-se ao mesmo arquitecto que fez a Biblioteca Joanina da Universidade de Coimbra. O pórtico é uma composição barroca.